# Henri Longuet
Pour les articles homonymes, voir Longuet.
Henri Longuet, né le 17 octobre 1902 à Brest et décédé le 12 janvier 1990 à Juvisy-sur-Orge, est un homme politique français.

## Détail des fonctions et des mandats
Mandat parlementaire
- 9 décembre 1958 - 9 octobre 1962 : député de Seine-et-Oise

Mandats locaux
- 4 mai 1953 - 19 mars 1989 : maire de Viry-Châtillon
- 1958 - 1964 : conseiller général du canton de Longjumeau (Seine-et-Oise)
- 1967 - 1970 : conseiller général du canton de Viry-Châtillon (Essonne)
- 1976 - 1982 : conseiller général du canton de Viry-Châtillon